# Trattato di Brno (1478)
Il trattato di Brno del 1478 fu un trattato sottoscritto tra il Regno d'Ungheria di Mattia Corvino ed il Regno di Boemia retto da Ladislao II per porre fine alla Guerra boema (1468-1478).
Corvino accettò gli accordi che vennero poi leggermente modificati il 20 settembre 1478, determinando accuratamente la divisione dei territori della Boemia tra i due regni. Basandosi sui vari termini del trattato, Ladislao cedette la Moravia, la Slesia e la Lusazia a Mattia Corvino. Se Mattia fosse morto, Ladislao avrebbe potuto riscattare tali terre dietro il pagamento di 400.000 fiorini. Ad entrambi i monarchi venne concesso il diritto di fregiarsi del titolo di "re di Boemia". Ad ogni modo solo Mattia ebbe l'obbligo di chiamare in tal modo l'altro pretendente.